# Wallonia
Wallonia, sous-titrée au départ Recueil mensuel de littérature orale, croyances et usages traditionnels est une revue culturelle et régionaliste mensuelle qui parut de 1893 à 1914 ; 259 numéros furent publiés. Au départ, fondée par Eugène Monseur et dirigée par Oscar Colson (wa) elle répond à la raison sociale exprimée par son sous-titre et elle fait exactement la même chose que la Revue des traditions populaires éditée à Paris.
Charles Delchevalerie, Jules Destrée, Albert Mockel, Julien Delaite comptent parmi ses collaborateurs. Dès 1902, la revue a l'ambition d'éveiller une conscience wallonne. Elle vise à promouvoir les artistes wallons, se penche sur les problèmes politiques. Elle devient en 1912 l'organe des Amis de l'art wallon.
Cette revue qui avait acquis une influence considérable reprit sa vocation culturelle au moment où l'Assemblée wallonne créa sa propre revue. Elle est considérée comme l'une des plus importantes publications du Mouvement wallon naissant[Par qui ?], seulement interrompue par le déclenchement de la Grande Guerre.